# チャールズ・グローヴズ
サー・チャールズ・バーナード・グローヴズ（Sir Charles Barnard Groves CBE, 1915年3月10日 - 1992年6月20日）は、イギリスの指揮者。

## 経歴
ロンドンに生まれ、13歳の頃からセント・ポール大聖堂の聖歌隊のメンバーとなり、王立音楽院に進学してピアノとオルガンを習得した。1938年にBBC音楽プロダクション班の合唱指揮者となり、1944年からBBCノーザン管弦楽団（現BBCフィルハーモニック）、1951年から1961年までボーンマス交響楽団の首席指揮者を務めた。
1961年からウェールズ・ナショナル・オペラの音楽監督を務めた後、1963年から1977年までロイヤル・リヴァプール・フィルハーモニー管弦楽団の首席指揮者に就任してから、国際的な知名度を得るようになった。1978年からイングリッシュ・ナショナル・オペラの音楽監督に就任したが、病を得て翌年辞任した。その後はフリーの立場で活動し、1992年にロンドンで亡くなった。